# اسملاند

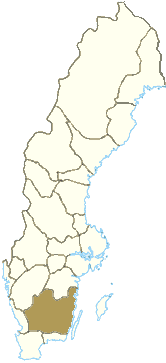
موقعیت اسمُلَند در سوئد

اسمُلَند (به سوئدی: Småland) یکی از استان‌های سوئد است که در جنوب این کشور واقع شده‌است. استان‌های بلکینگه، اسکونه، هالند، وسترگُتلَند، اُسترگُتلَند و جزیره اُلَند در دریای بالتیک با این استان مرز مشترک دارند. اسمُلَند به معنی سرزمین کوچک است. بلندترین قله در این استان ۳۷۷ متر است. اسمُلَند از ۳ شهرستان کَلمار، یونشُپینگ و کِرُنُبِری تشکیل شده‌است و تا سال ۲۰۰۷ جمعیت آن در حدود ۷۱۶٫۱۰۶ نفر بوده‌است.
بیشتر مناطق استان را اراضی جنگلی تشکیل داده‌است و البته بخش‌های برای کشاورزی و همچنین مناطق ساحلی هم وجود دارد.